# Michail Michailowitsch Somow

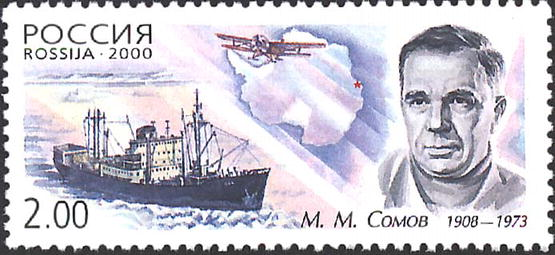
Michail Michailowitsch Somow

Michail Michailowitsch Somow (russisch Михаил Михайлович Сомов, wiss. Transliteration Michail Michajlovič Somov; * 25. Märzjul. / 7. April 1908greg. in Moskau; † 30. Dezember 1973 in Leningrad) war ein sowjetischer Ozeanologe und Polarforscher.

## Lebensskizze
Michail Somow schloss sein Studium am Hydrometeorologischen Institut in Moskau im Jahr 1937 erfolgreich ab. 1939 wurde er Forscher am Arktis- und Antarktisinstitut, 1954 promovierte er zum Doktor für Geographische Wissenschaften.
In den Jahren 1950 und 1951 leitete er die auf einer driftenden Eisscholle errichtete wissenschaftliche Eisdriftstation Nordpol 2 zur Erforschung des Nordpolarmeeres. Damit wurde die Tradition von driftenden Forschungsstationen fortgesetzt, die durch den Zweiten Weltkrieg unterbrochen worden war. Somow leitete von 1955 bis 1957 die Erste Antarktische Expedition der Sowjetunion und von 1962 bis 1965 die Achte und Neunte Antarktische Expedition. Darüber hinaus war er der erste sowjetische Delegierte beim Wissenschaftlichen Komitee für Antarktisforschung.

## Ehrungen
Die Somow-See sowie der Gletscher Somoveken im Königin-Maud-Land in der Ostantarktis wurde nach Michail Somow benannt.
Auch ein Polarforschungsschiff hieß Michail Somow, das seinen Heimathafen in Leningrad hatte und in der Antarktis im Einsatz war.
Der von dem tschechischen Astronomen Antonín Mrkos 1981 entdeckte Asteroid (3334) Somov wurde zu Somows Ehren nach ihm benannt.
Für seine Verdienste wurde Somow 1951 als Held der Sowjetunion ausgezeichnet, er erhielt dreimal den Leninorden. 1957 wurde ihm von der Schwedischen Gesellschaft für Anthropologie und Geographie die Vegamedaille und 1961 von der Royal Geographical Society die Goldmedaille verliehen.